# 룻기

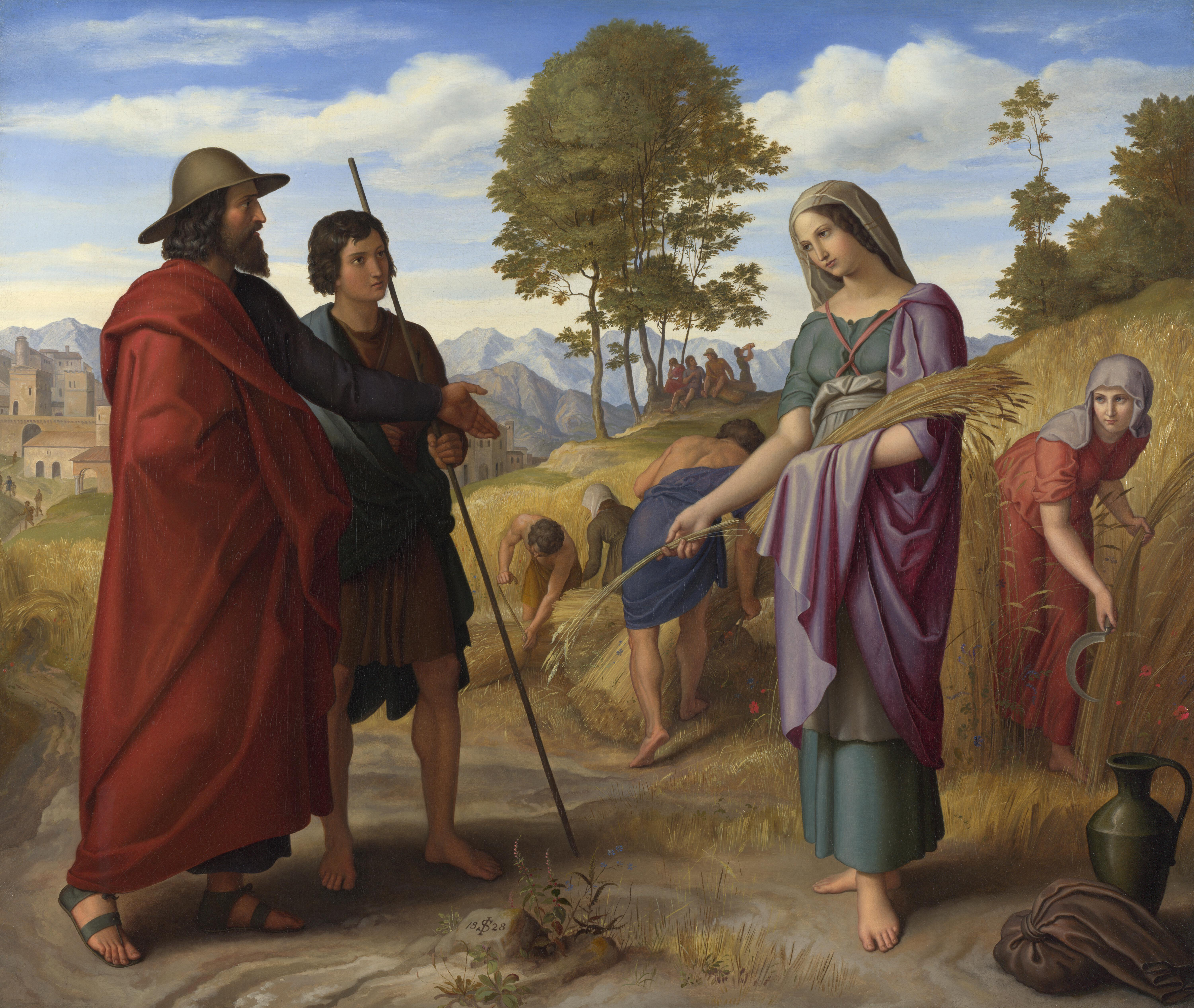
보아스의 보리밭에 선 룻.

룻기(룻記, 히브리어: מגילת רות, 그리스어: Ῥούθ, 영어: Book of Ruth)는 유대교 성경인 타나크의 케투빔(성문서)과 구약성경의 역사서 가운데 하나이다. 판관기와 사무엘상 사이에 위치한다.
기원전 6세기에서 4세기 사이에 쓰여졌다는 것이 중론이며, 모압 사람이지만 이스라엘 사람들의 여호와를 하나님으로 받아들인 여인 룻의 이야기를 담고 있다. 유대교로 개종한 사람들을 위한 책으로 보이는데, 보아스가 랍비 문학에서 중요한 위치를 차지하는 점은 그 증거가 된다. 유대교 절기상 칠칠절에 이 책의 구절들을 읽었다.
유대교와 기독교의 성경 가운데 가장 짧은 책 가운데 하나이며, 단지 4개 장으로 이루어져 있다.

## 인물특징
- 룻(히브리어: רות, 영어: Ruth)은 구약성경의 룻기에 등장하는 인물이다. 모압 출신의 이방 여인으로, 후에 이스라엘의 다윗 왕가의 조상이 되었다.

## 생애

### 모압에서의 삶
룻은 모압 출신으로, 기근을 피해 모압으로 이주해 온 유대인 엘리멜렉의 가정과 인연을 맺게 된다. 엘리멜렉의 아들 말론과 결혼하지만, 남편이 사망하면서 과부가 된다.

### 베들레헴으로의 이주
시어머니 나오미가 베들레헴으로 돌아가기로 결정했을 때, 룻은 자신의 고향과 민족을 떠나 시어머니를 따라가기로 한다. 이때 그녀는 "어머니의 백성이 나의 백성이 되고 어머니의 하나님이 나의 하나님이 되시리니"라고 선언한다.

### 보아스와의 결혼
베들레헴에서 룻은 나오미의 친족인 보아스의 밭에서 이삭을 줍는 일을 하게 된다. 보아스는 룻의 시어머니에 대한 헌신과 성실함을 알게 되고, 기업 무를 자의 권리를 행사하여 그녀와 결혼한다.

## 역사적 의의

### 다윗 왕가의 조상
룻은 보아스와의 사이에서 오벳을 낳았고, 오벳은 이새의 아버지이며, 이새는 다윗 왕의 아버지이다. 이로써 이방 여인이었던 룻은 이스라엘의 위대한 왕 다윗의 증조할머니가 되었다.

### 신학적 의의
룻의 이야기는 이방인도 이스라엘의 하나님을 믿고 그의 백성이 될 수 있다는 것을 보여주는 중요한 예시이다. 또한 그녀의 이야기는 하나님의 구원 계획이 이스라엘 민족을 넘어 모든 민족을 포함한다는 것을 시사한다.

## 줄거리

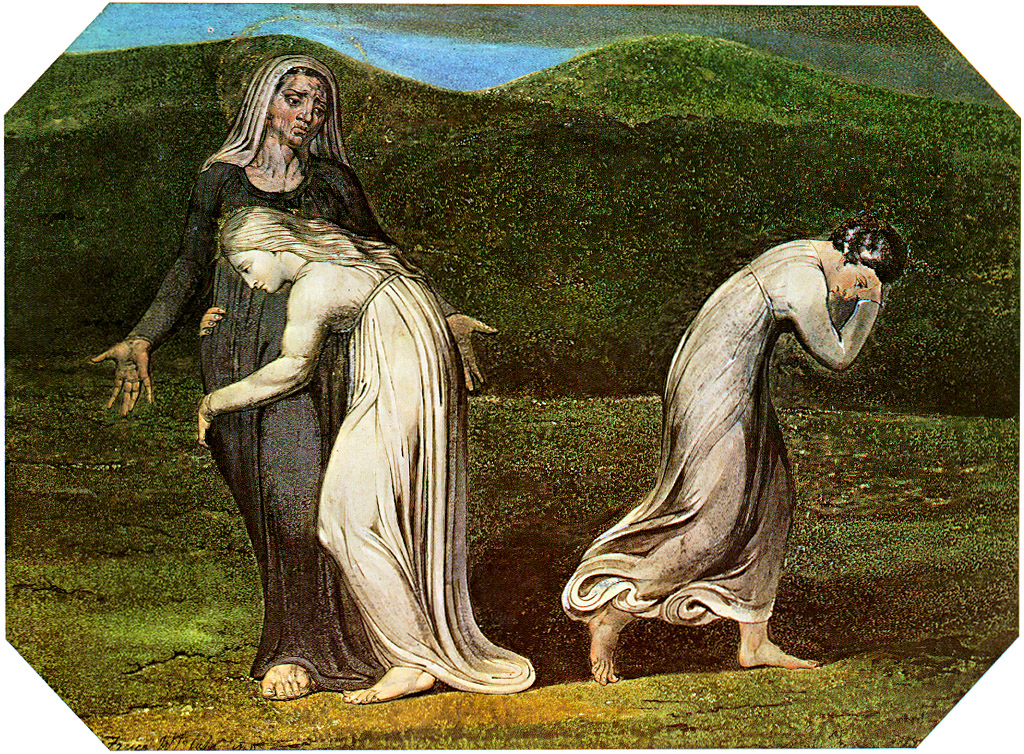
룻과 오르바에게 모압 땅으로 돌아가라고 설득하는 나오미. (1795)

모압에 살던 이스라엘 여성인 나오미는 남편과 두 아들을 잃고 둘째 며느리 룻과 고향 베들레헴으로 돌아온다. 효성이 지극한 룻은 가난한 사람을 위해서 이삭을 남기는 이스라엘의 사회복지 전통(고엘)에 따라 일꾼들이 일부러 떨어뜨린 이삭을 주워 시어머니를 봉양한다. 그런데 우연하게도 그 밭의 주인은 친척인 보아즈(보아스)였고, 이를 안 나오미의 지혜덕분에 보아즈와 룻은 결혼하였다. 이들의 후손은 예수의 조상인 다윗이었다.

## 저술
저자는 분명하지 않지만 전통적으로는 사무엘이 이 책을 작성한 것으로 보고 있다. 그러나 이방인을 받아들이기 위해 이스라엘 사람들이 까다로운 기준을 적용하는 등 족외혼에 배타적인 모습을 보인 점을 고려할 때 에즈라기 9장 1절이나 느헤미야기 13장 1절의 모습이 등장하는 기원전 5세기로 소급되기도 한다.
대다수의 학자들은 이 책이 페르시아 통치기인 기원전 6세기에서 4세기 사이에 완성된 것으로 본다. 책의 말미에 등장하는 다윗의 가계도는 바빌론 유수 후 제사장들이 첨가한 것으로 본다.

## 가계도
|  |  |  |  |        |        |        |        |        |        |      |  |  |  |  |  |    |    |    |    |    |    |  |  |  |  |  |  |      |      |      |      |      |      |  |  |  |  |          |          |          |          |          |          |        |        |        |        |        |        |        |        |      |      |  |  |
|  |  |  |  |        |        |        |        |        |        |      |  |  |  |  |  |    |    |    |    |    |    |  |  |  |  |  |  |      |      |      |      |      |      |  |  |  |  |          |          |          |          |          |          |        |        |        |        |        |        |        |        |      |      |  |  |
|  |  |  |  |        |        |        |        |        |        |      |  |  |  |  |  |    |    |    |    |    |    |  |  |  |  |  |  |      |      |      |      |      |      |  |  |  |  | 엘리멜렉 | 엘리멜렉 | 엘리멜렉 | 엘리멜렉 | 엘리멜렉 | 엘리멜렉 |        |        | 나오미 | 나오미 | 나오미 | 나오미 | 나오미 | 나오미 |      |      |  |  |
|  |  |  |  |        |        |        |        |        |        |      |  |  |  |  |  |    |    |    |    |    |    |  |  |  |  |  |  |      |      |      |      |      |      |  |  |  |  | 엘리멜렉 | 엘리멜렉 | 엘리멜렉 | 엘리멜렉 | 엘리멜렉 | 엘리멜렉 |        |        | 나오미 | 나오미 | 나오미 | 나오미 | 나오미 | 나오미 |      |      |  |  |
|  |  |  |  |        |        |        |        |        |        |      |  |  |  |  |  |    |    |    |    |    |    |  |  |  |  |  |  |      |      |      |      |      |      |  |  |  |  |          |          |          |          |          |          |        |        |        |        |        |        |        |        |      |      |  |  |
|  |  |  |  |        |        |        |        |        |        |      |  |  |  |  |  |    |    |    |    |    |    |  |  |  |  |  |  |      |      |      |      |      |      |  |  |  |  |          |          |          |          |          |          |        |        |        |        |        |        |        |        |      |      |  |  |
|  |  |  |  | 보아스 | 보아스 | 보아스 | 보아스 | 보아스 | 보아스 |      |  |  |  |  |  | 룻 | 룻 | 룻 | 룻 | 룻 | 룻 |  |  |  |  |  |  | 말론 | 말론 | 말론 | 말론 | 말론 | 말론 |  |  |  |  |          |          | 오르바   | 오르바   | 오르바   | 오르바   | 오르바 | 오르바 |        |        | 기룐   | 기룐   | 기룐   | 기룐   | 기룐 | 기룐 |  |  |
|  |  |  |  | 보아스 | 보아스 | 보아스 | 보아스 | 보아스 | 보아스 |      |  |  |  |  |  | 룻 | 룻 | 룻 | 룻 | 룻 | 룻 |  |  |  |  |  |  | 말론 | 말론 | 말론 | 말론 | 말론 | 말론 |  |  |  |  |          |          | 오르바   | 오르바   | 오르바   | 오르바   | 오르바 | 오르바 |        |        | 기룐   | 기룐   | 기룐   | 기룐   | 기룐 | 기룐 |  |  |
|  |  |  |  |        |        |        |        |        |        |      |  |  |  |  |  |    |    |    |    |    |    |  |  |  |  |  |  |      |      |      |      |      |      |  |  |  |  |          |          |          |          |          |          |        |        |        |        |        |        |        |        |      |      |  |  |
|  |  |  |  |        |        |        |        |        |        | 오벳 |  |  |  |  |  |    |    |    |    |    |    |  |  |  |  |  |  |      |      |      |      |      |      |  |  |  |  |          |          |          |          |          |          |        |        |        |        |        |        |        |        |      |      |  |  |
|  |  |  |  |        |        |        |        |        |        |      |  |  |  |  |  |    |    |    |    |    |    |  |  |  |  |  |  |      |      |      |      |      |      |  |  |  |  |          |          |          |          |          |          |        |        |        |        |        |        |        |        |      |      |  |  |
|  |  |  |  |        |        |        |        |        |        | 이새 |  |  |  |  |  |    |    |    |    |    |    |  |  |  |  |  |  |      |      |      |      |      |      |  |  |  |  |          |          |          |          |          |          |        |        |        |        |        |        |        |        |      |      |  |  |
|  |  |  |  |        |        |        |        |        |        |      |  |  |  |  |  |    |    |    |    |    |    |  |  |  |  |  |  |      |      |      |      |      |      |  |  |  |  |          |          |          |          |          |          |        |        |        |        |        |        |        |        |      |      |  |  |
|  |  |  |  |        |        |        |        |        |        | 다윗 |  |  |  |  |  |    |    |    |    |    |    |  |  |  |  |  |  |      |      |      |      |      |      |  |  |  |  |          |          |          |          |          |          |        |        |        |        |        |        |        |        |      |      |  |  |

## 같이 보기
- 고엘
- 형사취수
- 예수의 계보

## 참고 문헌
- Allen, Leslie C. (1996). 〈Ruth〉.   LaSor, William Sanford; Hubbard, David Allan; Bush, Frederic William;  외. 《Old Testament Survey: The Message, Form, and Background of the Old Testament》. Eerdmans. ISBN 9780802837882.
- Atteridge, Harold W. (2006). 《The HarperCollins Study Bible》. HarperCollins.
- Coogan, Michael D. (2008). 《A Brief Introduction to the Old Testament: The Hebrew Bible in Its Context》. Oxford University Press. ISBN 9780195332728.
- Grabbe, Lester L. (2004). 《The History of the Jews and Judaism in the Second Temple Period, Volume 1: Yehud, the Persian Province of Judah》. Continuum. 105 & 312쪽. ISBN 9780567089984.
- Hubbard, Robert L. Jr. (1988). 《The Book of Ruth》. Eerdmans. ISBN 9780802825261.
- Irwin, B.P. (2008). 〈Ruth 4: Person〉.   Longman, Tremper; Enns, Peter. 《Dictionary of the Old Testament: Wisdom, Poetry & Writings》. InterVarsity Press. ISBN 9780830817832.
- Leith, Mary Joan Winn (2007). 〈Ruth〉.   Coogan, Michael D.; Brettler, Marc Zvi; Newsom, Carol Ann;  외. 《The New Oxford Annotated Bible with the Apocryphal/Deuterocanonical Books: New Revised Standard Version》. Oxford University Press. ISBN 9780195288803.
- Mihăilă, Alexandru (2011). 《The Conversion of the Foreigners between Ruth and Ezra-Nehemiah》. Institutul Teologic Penticostal.
- West, Gerald (2003). 〈Ruth〉.   Dunn, James D.G.; Rogerson, John William. 《Eerdmans Commentary on the Bible》. Eerdmans. ISBN 9780802837110.